# Medicina personalitzada

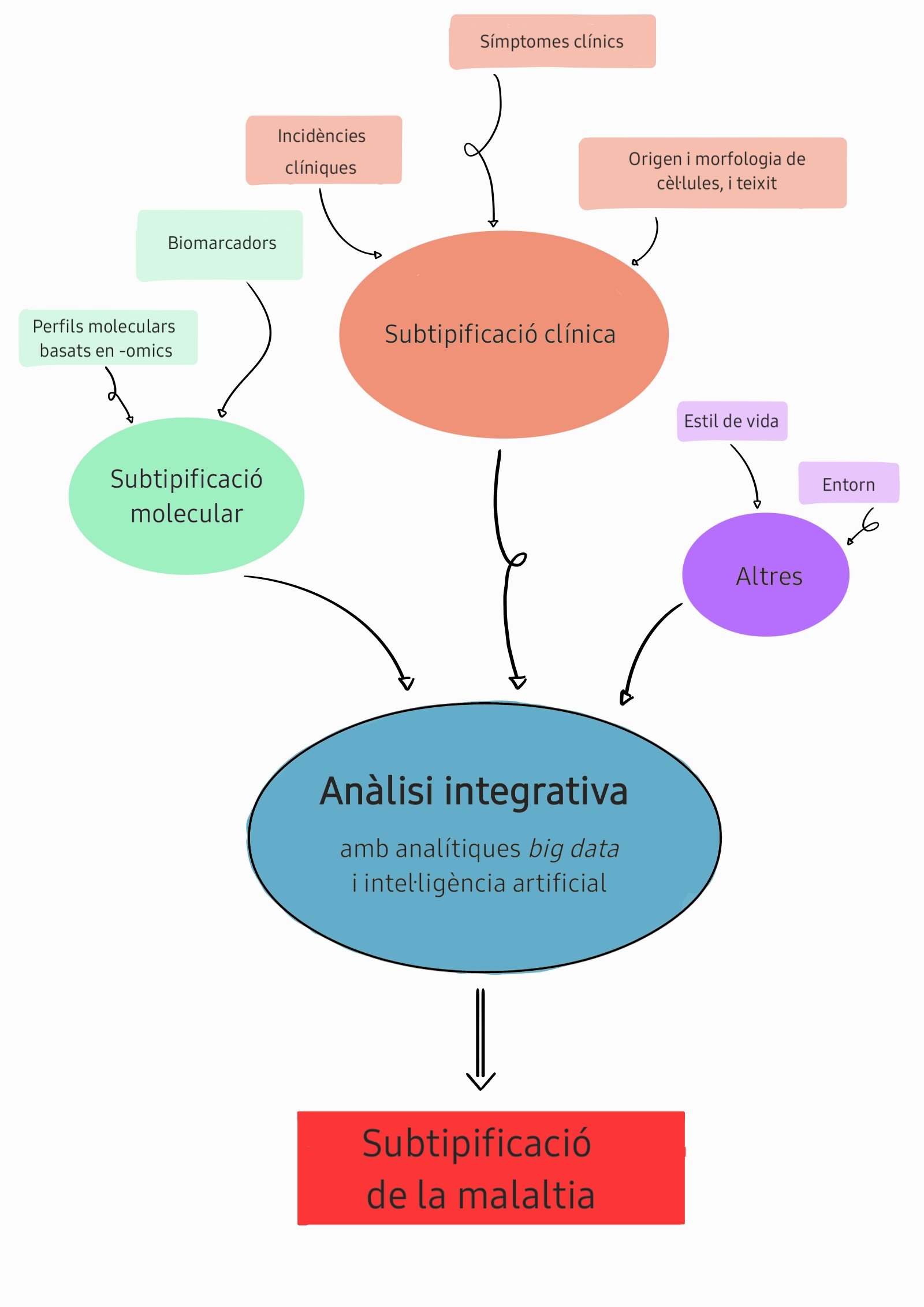
Esquema dels diferents tipus de dades utilitzades en medicina personalitzada —clíniques, moleculars, ambientals i d’estil de vida— i el seu processament mitjançant anàlisi integrativa basada en big data i intel·ligència artificial, amb l’objectiu de subtipificar la malaltia i adaptar els tractaments a cada pacient.

La medicina personalitzada, també anomenada medicina de precisió, és un enfocament mèdic que es basa en la integració de dades individuals, com el genotip, els perfils moleculars i informació relativa a l’estil de vida, per adaptar les estratègies de prevenció, diagnòstic i tractament a les característiques particulars de cada persona. Un dels objectius principals d’aquesta disciplina és identificar biomarcadors que permetin predir la resposta del pacient a un tractament concret o el risc de patir efectes adversos. De la mateixa manera, busca identificar subgrups de pacients amb mecanismes biològics similars de la mateixa malaltia, facilitant l’aplicació de tractaments més específics i efectius en cada cas.
La comprensió dels mecanismes moleculars associats a les patologies humanes, per mitjà de tècniques i tecnologies de laboratori avançades, permet ampliar les oportunitats diagnòstiques, pronòstiques i terapèutiques en diverses àrees de la medicina.

## Desenvolupament històric
La medicina personalitzada representa una evolució significativa en la pràctica mèdica. Aquest concepte té els seus orígens en l'antiguitat, quan els metges observaven diferències en les susceptibilitats a les malalties entre individus, així com diverses formes en què aquestes es manifestaven. Aleshores, Hipòcrates (460–370 a.C.) ja defensava que «és molt més important saber quina persona té la malaltia que quina malaltia té la persona», una idea que reflecteix una filosofia mèdica centrada en l'individu.
El seu desenvolupament històric sorgeix com una resposta complementària a la medicina basada en l'evidència, utilitzada històricament, i que, al seu torn, representa una evolució de la medicina tradicional.
La medicina tradicional té les seves arrels en pràctiques culturals i històriques, basant-se principalment en l'experiència clínica i evidències anecdòtiques. Amb l'avenç del mètode científic, va sorgir la medicina basada en l'evidència, caracteritzada per l'ús d'estudis clínics rigorosos, revisions sistemàtiques i metaanàlisis. Aquest enfocament utilitza dades obtingudes de grans poblacions per establir recomanacions clíniques, assumint que la majoria dels pacients es beneficiaran de les estimacions mitjanes. Malgrat això, per a una o diverses afeccions, sempre hi haurà individus que no respondran adequadament als tractaments estàndard. En aquests casos, la MBE pot resultar insuficient per satisfer les necessitats específiques dels afectats.
En canvi, la medicina de precisió se centra en la recopilació d’un gran nombre de dades sobre cada individu i no sobre la població. El terme «medicina personalitzada» va ser utilitzat per primera vegada el 1971 per W.M. Gibson, qui proposava tractar el pacient com una persona en la seva globalitat i no únicament com a portador d'una malaltia. Durant aquella dècada, es van desenvolupar les primeres tècniques de seqüenciació d’ADN, fet que va permetre l’estudi de gens específics associats a malalties hereditàries. No obstant això, el concepte modern de medicina personalitzada es va començar a consolidar a finals del segle xx, impulsat pel desenvolupament del Projecte Genoma Humà. El 2003 es va completar la seqüenciació del primer genoma humà, amb un cost aproximat de 95 milions de dòlars. A partir d'aquesta fita, es van desenvolupar tècniques de seqüenciació més avançades, permetent l'anàlisi de genomes complets de manera més econòmica i ràpida.
Aquest progrés ha facilitat la recopliació massiva de dades genètiques i clíniques, impulsant el desenvolupament de bases de dades biològiques a gran escala. Aquestes permeten integrar els fenotips clínics i la informació biològica, afavorint diagnòstics més precisos, tractaments individualitzats i el disseny de noves teràpies.

## Principis i funcionament
La medicina personalitzada es basa en el principi de la variabilitat individual, és a dir, el reconeixement que cada persona respon de manera diferent a les malalties i tractaments. Aquest enfocament permet als metges i científics adaptar i modificar les teràpies segons les característiques úniques de cada subpoblació, tenint en compte factors genètics, ambientals i de comportament.
A diferència de la medicina basada en l’evidència, que se centra en dades poblacionals, la medicina personalitzada posa l’accent en l’extracció i recopilació de grans volums de dades a escala individual. A partir d’aquestes dades, es proposa classificar els pacients en subtipus, amb l’objectiu d’aplicar teràpies dirigides específicament a cada grup, cosa que millora l’eficàcia i la seguretat dels tractaments. Aquesta estratificació és fonamental per guiar les decisions terapèutiques i personalitzar els tractaments.
Aquest tipus de medicina incorpora els conceptes de precisió i exactitud, que contribueixen a una presa de decisions clíniques més segura i informada, gràcies a un coneixement més detallat de les malalties i els seus diagnòstics.
Per fer possible aquesta classificació, ha estat essencial el desenvolupament accelerat de biotecnologies avançades que permeten mesurar diferències entre individus en l'àmbit cel·lular i molecular mitjançant l’ús dels diversos -òmics (un conjunt d’enfocaments científics per a l’estudi de grans quantitats de dades biològiques, com la genòmica, transcriptòmica, proteòmica, metabolòmica, etc.).
La reducció del cost d’aquestes tècniques ha facilitat la recollida de dades de molts més pacients, cosa que ha afavorit la generació de coneixement i l’aplicació d’aproximacions computacionals per a la subtipificació de pacients. Aquestes inclouen tant la subtipificació molecular, basada en biomarcadors i dades òmiques, com la subtipificació clínica, que utilitza registres electrònics de salut (EHR) i fenotipatge profund.
Finalment, la medicina personalitzada també considera la integració acurada de totes les dades disponibles sobre la salut de l’individu, tenint en compte no només els factors biològics, sinó també factors ambientals, socials i de comportament, per oferir una visió holística i precisa de cada pacient.

## Aplicacions clíniques
L’oncologia és el camp més avançat en el desenvolupament de la medicina personalitzada, ja que, la complexitat en el diagnòstic i tractament del càncer recau principalment en la seva heterogeneïtat i dinamisme, fet que dificulta l’aplicació de tractaments estandarditzats. L’evolució en aquest àmbit ha suposat abandonar el plantejament del càncer com a malaltia uniforme o diferenciada únicament per l’òrgan d’origen, per prioritzar les particularitats moleculars de cada neoplàsia. Per tant, mitjançant tècniques de seqüenciació gènica i l’estudi de biomarcadors moleculars, és possible identificar les característiques específiques de cada tumor per tal de garantir un tractament individualitzat a cada pacient.

### Diagnòstic molecular personalitzat
Un dels components fonamentals de la medicina personalitzada aplicada al càncer és el diagnòstic molecular, que permet la identificació de mutacions genètiques específiques o alteracions estructurals mitjançant tècniques de seqüenciació avançades, com la seqüenciació de nova generació (NGS) i la seqüenciació del genoma complet (WGS).
En el càncer de mama, aquesta aproximació ha possibilitat l’aplicació de teràpies dirigides com el trastuzumab, un anticòs monoclonal que bloqueja la proliferació cel·lular dels tumors HER2 positius; així com l’anàlisi de possibles mecanismes de resistència a aquestes per adaptar les estratègies terapèutiques.
D’altra banda, la detecció de biomarcadors moleculars predictius ha esdevingut essencial per guiar la selecció de tractaments i reduir els efectes adversos. Un exemple és el carcinoma pulmonar no microcític (NSCLC), on la identificació de mutacions en el gen EGFR (receptor del factor de creixement epidèrmic) o de reordenaments en el gen ALK (quinasa del limfoma anaplàstic) facilita l’accés dels pacients a tractaments dirigits segons el perfil tumoral. En aquests casos, s’emprenen fàrmacs com osimertinib i alectinib, respectivament, que han demostrat ser els més efectius pel que fa a supervivència global i lliure de progressió.

### Farmacogenòmica
La farmacogenòmica és una disciplina especialment rellevant dins la medicina personalitzada oncològica, ja que, la variabilitat genètica dels tumors té una gran influència en la resposta als fàrmacs.
En els tractaments de càncer amb fluoropirimidines, un tipus de fàrmacs antineoplàsics, la detecció de variants patogèniques en el gen DPYD és essencial per prevenir toxicitats metabòliques greus degut a deficiències de l’enzim dihidropirimidina deshidrogenasa. El risc de mortalitat relacionada amb quimioteràpia amb fluoropirimidines és 25,6 vegades superior en pacients amb variants en DPYD.
Succeeix el mateix en el cas de les tiopurines emprades en leucèmies, on els gens TPMY i NUDT15 són determinants per la seva metabolització.
Aquestes dades recolzen la utilitat clínica del genotipatge del gen en qüestió per descartar deficiències prèvies a l’inici de la teràpia i, així, personalitzar les dosis del fàrmac a cada pacient, que millorarà l'eficàcia del tractament alhora que reduirà possibles efectes adversos. Tot i així, en la pràctica clínica, la farmacogenòmica és limitada, ja que, factors com el preu de les proves o la manca d'informació en aquest àmbit entre els professionals de la salut, dificulten la seva aplicació.

### Seguiment i monitoratge personalitzat
En pacients oncològics és indispensable realitzar un seguiment constant de l’evolució tumoral, ja que d’aquesta en depèn tant l’elecció del tipus de teràpia a administrar com la detecció i monitoratge de biomarcadors moleculars que permetin ajustar el tractament.
En aquest context, s’ha consolidat la biòpsia líquida com una eina mínimament invasiva per identificar mutacions associades a la resistència terapèutica i monitorar la càrrega tumoral en temps real per poder detectar recaigudes de forma precoç i ajustar el tractament abans que es produeixi una progressió clínica significativa.
Aquesta tècnica ha millorat la sensibilitat en la detecció de malaltia mínima residual (MRD), que es refereix a una quantitat molt reduïda de cèl·lules tumorals romanents a l’organisme després d’un tractament i que, per tant, representen la persistència del tumor. Aquesta es pot mesurar gràcies a les cèl·lules tumorals circulants (CTC) o l’ADN tumoral circulant (ctDNA), que és un fragment d’ADN secretat per les cèl·lules tumorals al sistema circulatori durant el seu procés d’apoptosi o necrosi.
Un elevat nombre de CTC o un augment de mutacions en el ctDNA s’ha correlacionat directament amb una disminució en la supervivència dels pacients oncològics. A més, les característiques bioquímiques d'ambdós proporcionen informació sobre els possibles mecanismes de resistència que pot presentar el tumor, facilitant les decisions sobre possibles tractaments a aplicar.
Tot i així, la biòpsia líquida encara presenta limitacions en estadis inicials del càncer, degut al baix volum dels tumors, que pot augmentar el risc de resultats falsos negatius. A més, aquesta tècnica pot requerir de proves addicionals, ja que no proporciona informació sobre la localització del tumor. Per últim, el seu cost encara és un factor limitant, així com ho és la falta de protocols estandarditzats per l’anàlisi de les mostres, fet que motiva al perfeccionament i investigació addicional per poder integrar la biòpsia líquida de manera efectiva en la pràctica clínica habitual

### Immunoteràpia personalitzada
La immunoteràpia personalitzada és una de les aplicacions emergents més prometedores de la medicina personalitzada. Aquesta, busca adaptar els tractaments immunològics a les característiques moleculars específiques de cada pacient per maximitzar la resposta del propi sistema immunitari. Per tant, l'objectiu principal radica en la recerca de biomarcadors específics de mutacions tumorals per tal de desenvolupar teràpies dirigides.

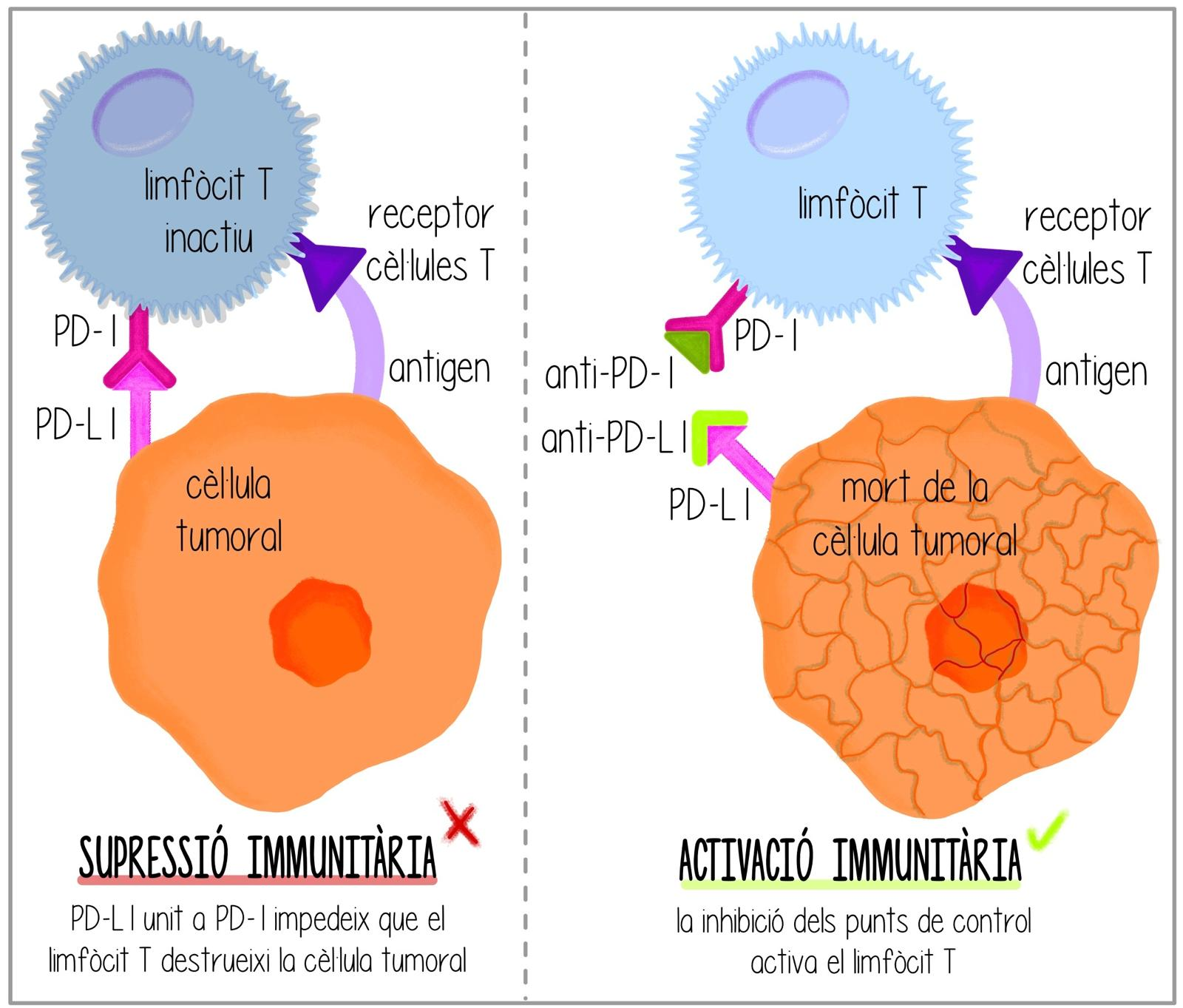
Al introduir els anticossos contra PD-1 o PD-L1, aquests ja no poden unir-se entre si i, per tant, el limfòcit T pot destruir la cèl·lula tumoral.

Una de les principals estratègies dins d’aquest camp consisteix en inhibir els punts de control immunitari, que són unes proteïnes de la superfície dels limfòcits T que s’encarreguen d’evitar que la resposta immunitària arribi a destruir les pròpies cèl·lules. Quan aquestes proteïnes entren en contacte amb les proteïnes lligands d’altres cèl·lules de l’organisme, s’envia una senyal que atura les cèl·lules T.
El problema recau en que, alguns tumors, aprofiten aquest mecanisme per esquivar el sistema immunitari. PD-L1, sobreexpressat en cèl·lules tumorals, en interaccionar amb PD-1 (Progremmed Death-1) dels limfòcits T, inhibeix la seva funció. CTLA-4 té la mateixa funció, competeix amb CD28 per unir-se als lligands B7-1 i B7-2 de les cèl·lules presentadores d'antigen i impedeix l’activació dels limfòcits T.
Els inhibidors dels punts de control immunitari, per tant, són medicaments que restauren l’activitat de les cèl·lules T. Contra PD-L1 s’empren nivolumab i pembrolizumab, per PD-1, dostarlimab és el més destacat i, contra CTLA-4 s’utilitza ipilimumab; tots ells, anticossos que bloquegen la interacció per permetre la destrucció de la cèl·lula tumoral.
Així, aquest tipus de teràpia, exemplifica un cop més la importància de focalitzar els tractaments oncològics en les característiques moleculars específiques de cada pacient.

### Medicina personalitzada en altres disciplines mèdiques
Encara que sigui l’oncologia l’àrea capdavantera dins la medicina personalitzada, aquesta pràctica clínica s’està estenent progressivament a altres especialitats mèdiques.
En malalties cardiovasculars, la farmacogenòmica ha permès optimitzar la teràpia antitrombòtica i anticoagulant en funció de les variants genètiques de diversos gens, com CYP2C19, VKORC1 o SLCO1B1, oferint una major seguretat i control en l’aplicació de fàrmacs com el clopidogrel, la warfarina o la simvastatina.
Pel que fa a malalties neurodegeneratives, en el cas de l'Alzheimer, la identificació de l’al·lel APOE E4, que augmenta la susceptibilitat i n’accelera l’aparició, pot ser de gran utilitat per personalitzar estratègies preventives contra la malaltia d’inici tardà. En el cas de l'esclerosi lateral amiotròfica, s'ha desenvolupat un fàrmac basat en la tecnologia del ARN antisentit, indicat per pacients portadors d'una mutació patogènica concreta en el gen FUS. A més, la recerca en fàrmacs antidepressius i antiepilèptics segons variants relacionades amb el metabolisme hepàtic resulta també prometedora.
Per últim, en l’àmbit de les malalties minoritàries sobretot en les que presenten un origen genètic, la medicina personalitzada té una elevada importància, ja que, la WGS ha permès el diagnòstic i disseny de teràpies dirigides de malalties que, fins aleshores, no tenien cap tractament efectiu.

## Avantatges
La medicina personalitzada permet una millora considerable en el diagnòstic i el pronòstic, ja que identifica de manera més precisa biomarcadors rellevants. Això facilita l'administració de tractaments més efectius i adaptats al perfil genètic o biològic de cada pacient, millorant així l’eficàcia terapèutica i reduint els efectes secundaris.
A més, suposa un gran avantatge en l'àmbit de la prevenció i diagnòstic precoç. Mitjançant un seguiment personalitzat, és possible detectar malalties o riscos abans que apareguin símptomes greus. També es poden aplicar estratègies preventives especifiques segons les característiques de cada pacient, evitant així el desenvolupament de patologies concretes.

## Inconvenients
Els tractaments personalitzats sovint tenen un cost molt elevat, tant en el seu desenvolupament com en la implementació clínica, fet que dificulta la seva implementació als sistemes de salut. A més, al tractar-se d'una disciplina que requereix tecnologia d'alta complexitat, molts sistemes sanitaris no estan preparats per les noves aplicacions i requereixen, per tant, de formació específica al personal sanitari per adaptar-se als nous mètodes diagnòstics i terapèutics.
La medicina de precisió també es veu limitada per qüestions ètico-polítiques, ja que la recopilació i ús de dades genètiques personals genera debat sobre la privacitat i seguretat de la informació dels pacients. Tanmateix, des d'una perspectiva econòmica i social, existeix el risc que només el sector poblacional privilegiat pugui accedir als avantatges que ofereix la medicina personalitzada, propiciant l'accentuació de les desigualtats sanitàries.